# NGC 4534
NGC 4534 este o emission-line galaxy⁠(d) situată în constelația Câinii de Vânătoare. A fost descoperită în 1785 de către William Herschel. Se află la o distanță de 15,92 megaparseci de Pământ.